# عین التینه شرقی
عین التینه شرقی (به عربی: عین التینة الشرقیة) یک روستا در سوریه است که در استان حمص واقع شده‌است. عین التینه شرقی ۱٬۱۳۵ نفر جمعیت دارد.